# Parcs nationaux de France

Logotype de l'établissement public Parcs nationaux de France.

Parcs nationaux de France (PNF) est le nom de l'établissement public national à caractère administratif qui coordonne les établissements publics administrant chaque parc national français jusqu'en 2017. Il est intégré au 1er janvier 2017 à l'Agence française pour la biodiversité (AFB), devenue en 2020 l'Office français de la biodiversité (OFB). Il est créé par l’article 11 de la loi du 14 avril 2006 modifiant l’article L331-29 du code de l’environnement. 
Le conseil d'administration est composé de 56 membres dont des représentants de l'État, des collectivités locales (région, département et dix membres des conseils municipaux des communes dont le territoire est compris pour tout ou partie dans le cœur du parc et les maires des communes de La Chapelle-en-Valgaudémar et Vallouise-Pelvoux) et des personnalités.